# Hof van Rollegem

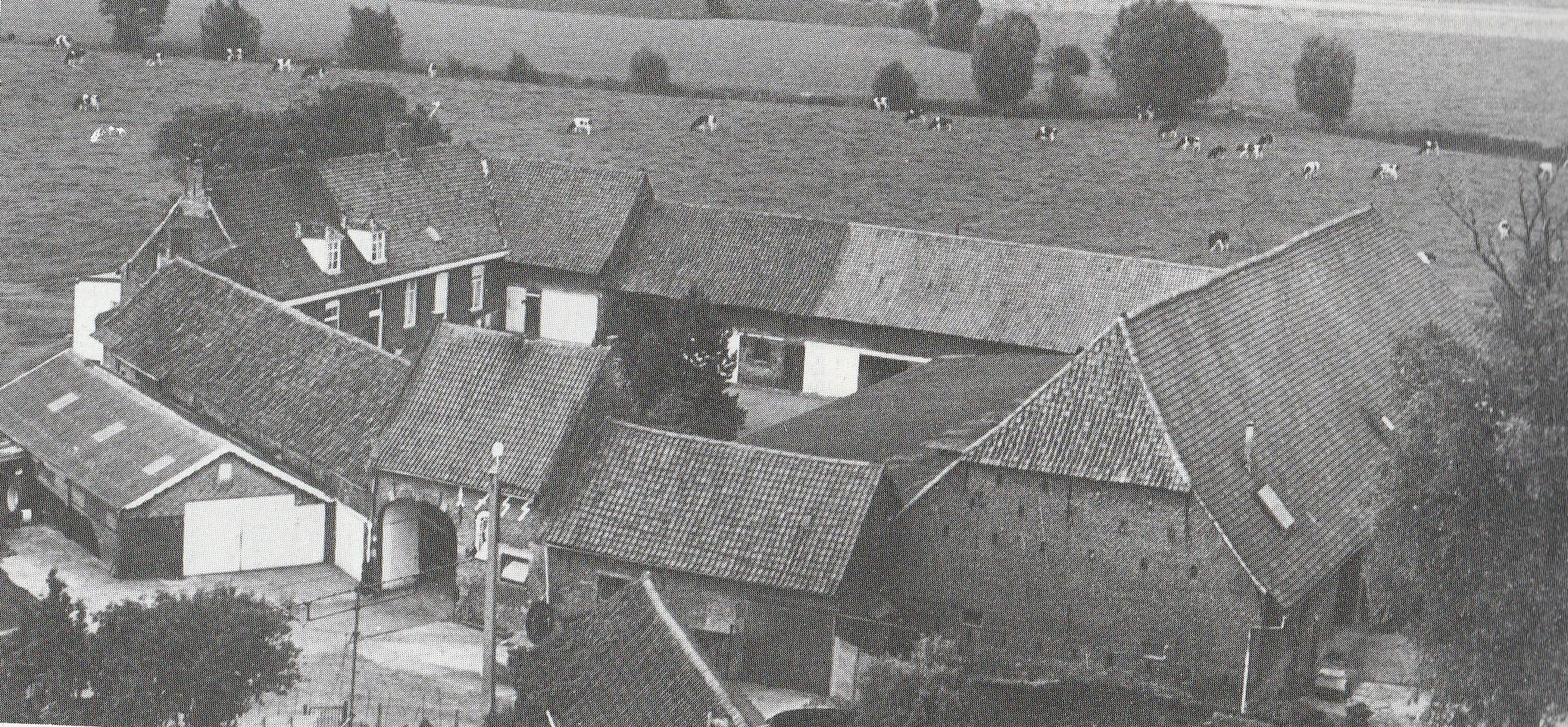
Hof van Rollegem, toestand 1982

Het Hof van Rollegem is een eeuwenoude hoeve dicht het dorpscentrum van Rollegem. In feite was er eerst sprake van een nederzetting met een grote hoeve en pas daarna volgde een kerk. De oudste vermelding dateert van 1260. De geschiedenis van deze hoeve hangt nauw samen met het ontstaan van Rollegem.

## Beschrijving

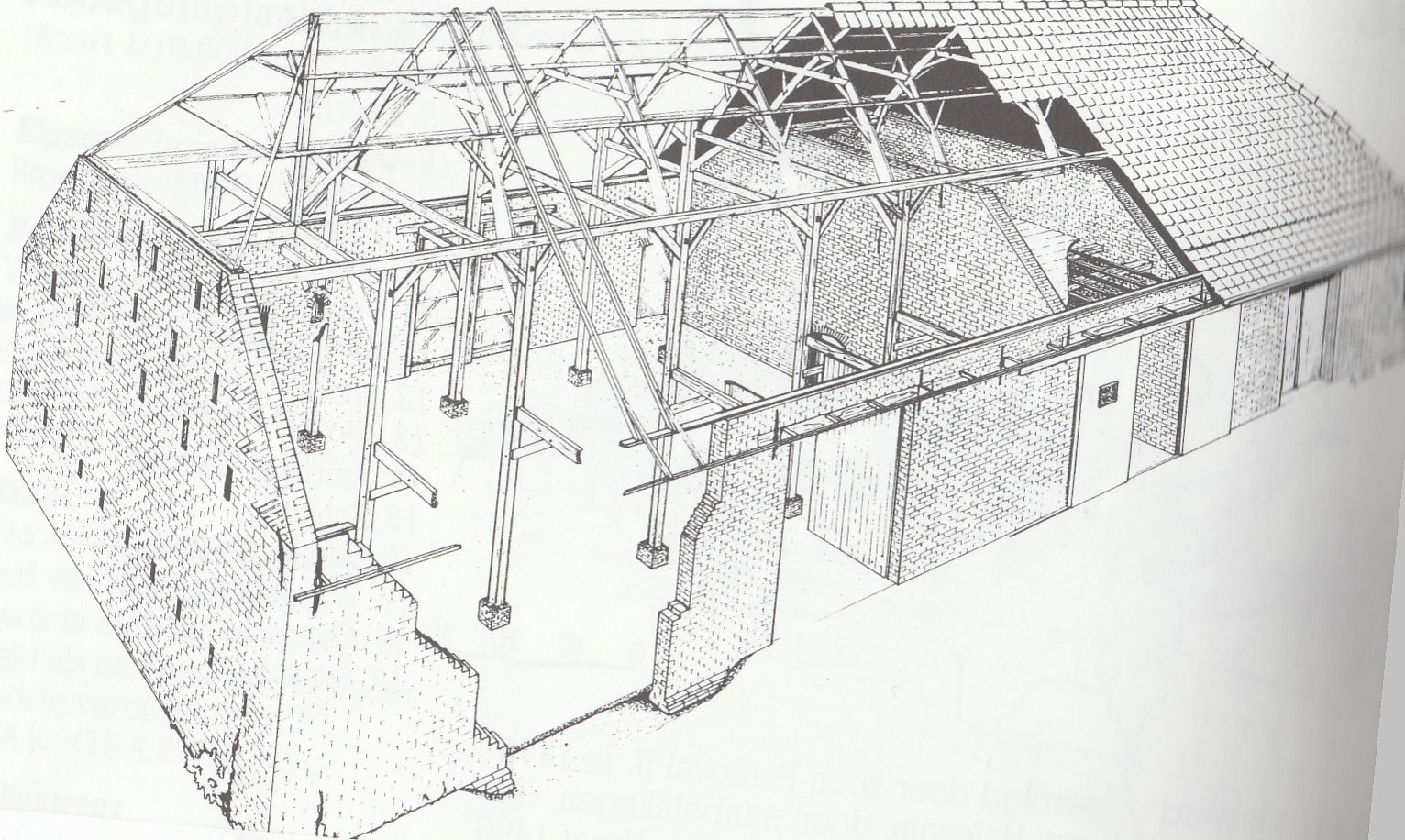
Doorsnede van de driehallenschuur

Poortgebouw, woonhuis, schuur en twee stalvleugels beschermd als monument bij ministerieel besluit van 30 april 2004. 

Gesloten hoeve met vierkante opstelling met o.a. 18de-eeuws woonhuis, schuur met driehallenstructuur van 1835 en datumsteen met opschrift "CONSTANCE V.D. MERSCH 1835" in zijgevel, bakhuis van 1735 en wagenkot van 1835.
Schuur van rode baksteen onder pannen wolfsdak, vermoedelijk gebouwd op de verdwenen mote. Indrukwekkende schuur met driehallenstructuur met een hoofdbeuk en twee smallere zijbeuken van 1835. Langgerekte voor- en achtergevel met drie rechthoekige muuropeningen. De zijgevels zijn versterkt met rechte muurankers en muurvlechtingen, tevens zijn er asemgaten. De schuur heeft een gaaf bewaard gebinte met elf spanten, het is een hoog tussenbalk gebinte met daarop een hoog nokgebinte met tussenbalk, korbelen en schoren.

## Geschiedenis

### De heren van Rollegem

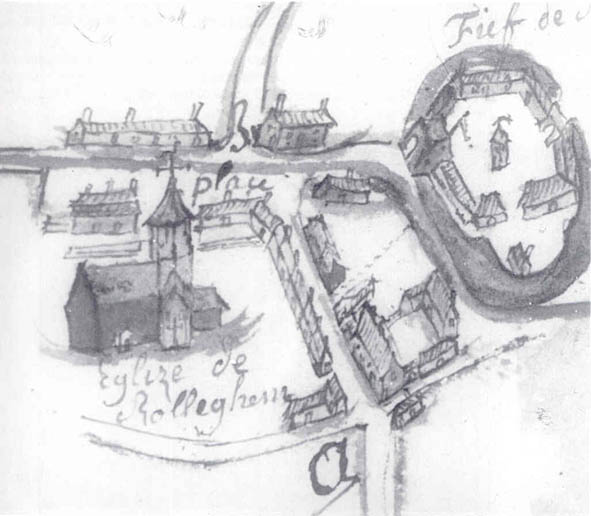
Plattegrond opgemaakt door landmeters in 1777, met rechts het Hof Van Rollegem

De heerlijkheid en de hoeve bestaan reeds voor 1260, ze zijn dan in het bezit van Hugo III van Halewijn en dit door zijn huwelijk met Fressende van Rollegem. In een denombrement, opgemaakt door Joris van Halewijn op 14 juli 1514 wordt de hoeve omschreven als 

eene behuusde stede, mote, watere, landt ende mersch, zesentwintich bunderen ofte daer omtrent, ligghende noord oost van kercken van Rodelghem

In 1559 komen de hoeve en de heerlijkheid in handen van de familie de Croy. 
In 1581 wordt Karel III van Croy, prins van Chimay eigenaar. Hij verkoopt de heerlijkheid en de hoeve op 12 januari 1585 aan Philippe du Chastel de Blangeval. De hoeve lag immers in puin na meerdere vernietigingen door onder andere geuzen en vrijbuiters. De heerlijkheid en de hoeve blijven in het bezit van het geslacht du Chastel tot deze in 1725 verkocht worden aan de familie D'Ennetières. 
De nieuwe eigenaar van de goederen is Engelbert-Frederik M.J. D'Ennetières, graaf van Moeskroen. Zijn wapen staat afgebeeld op de sluitsteen van het poortgebouw van de hoeve met het opschrift "OBYT 30 7bre Anno 1735". Met de Franse Revolutie verliezen de d'Ennetières hun heerlijke rechten en de titel van heren van Rollegem, de hoeve blijft tot 1875 in het bezit van het geslacht. Marie-Rose, de enige dochter van Frederic Jozef d'Ennetières huwde met Oktaaf d'Oultremont de Duras, hun zoon Adhemar verkoopt de boerderij in 1895 aan Edward en Gustaaf Nys uit Kortrijk. In 1915 werd de hoeve verkocht aan de familie Brouckaert, die tot op heden de hoeve uitbaten.

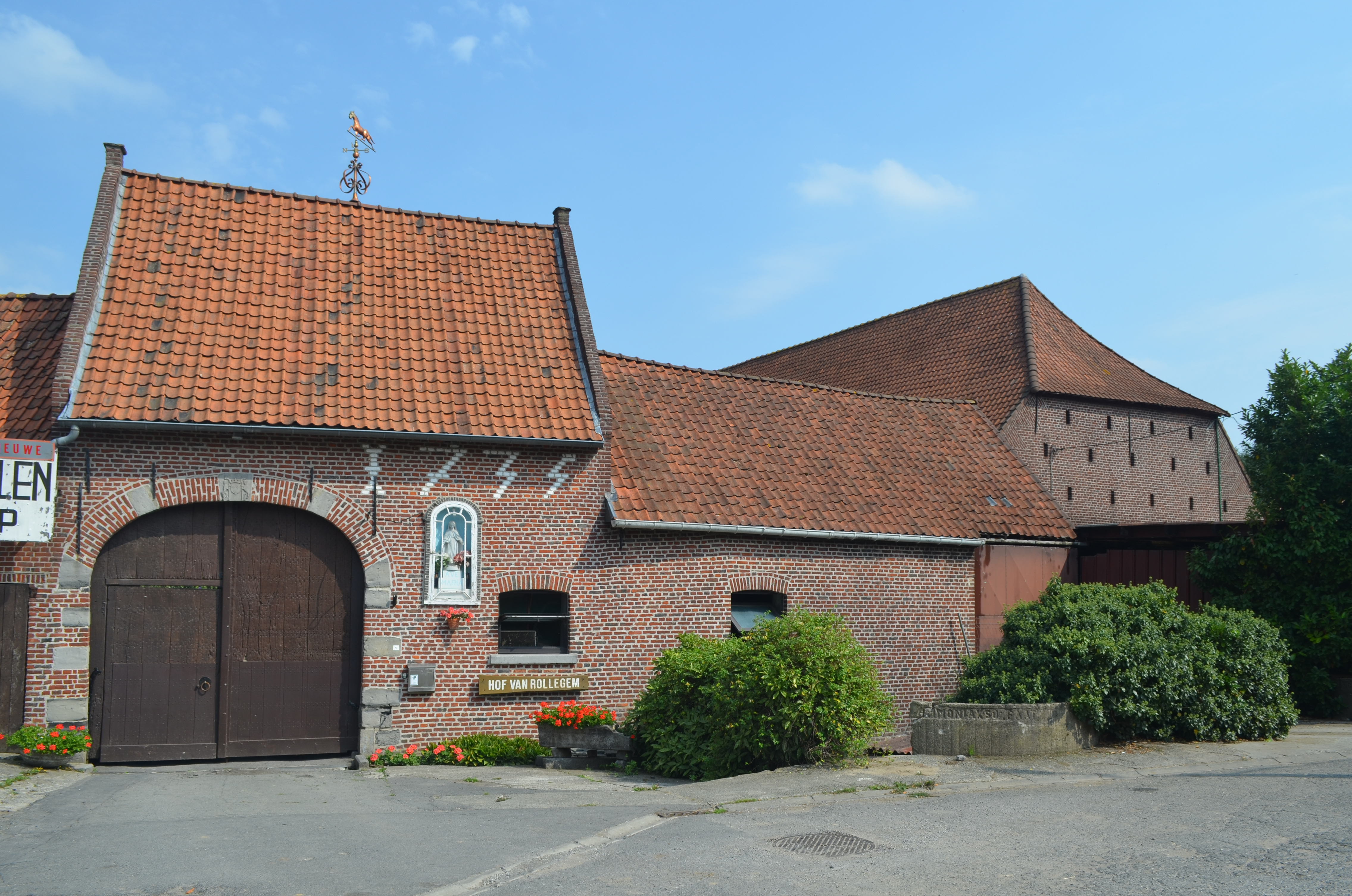
Poortgebouw gedateerd van 1735 en schuur.
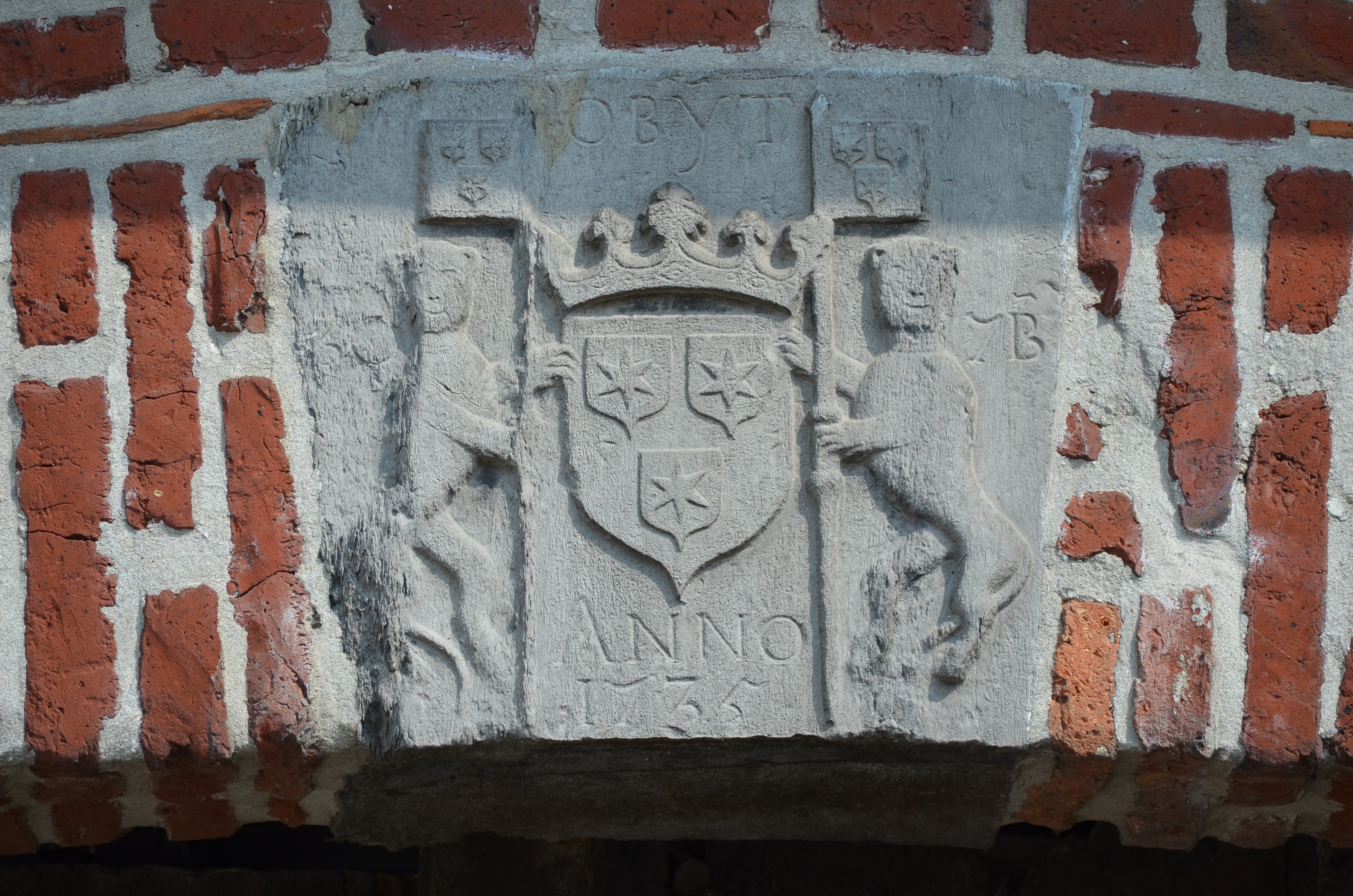
Sluitsteen met de wapens van Engelbert-Frederik D'Ennetières.
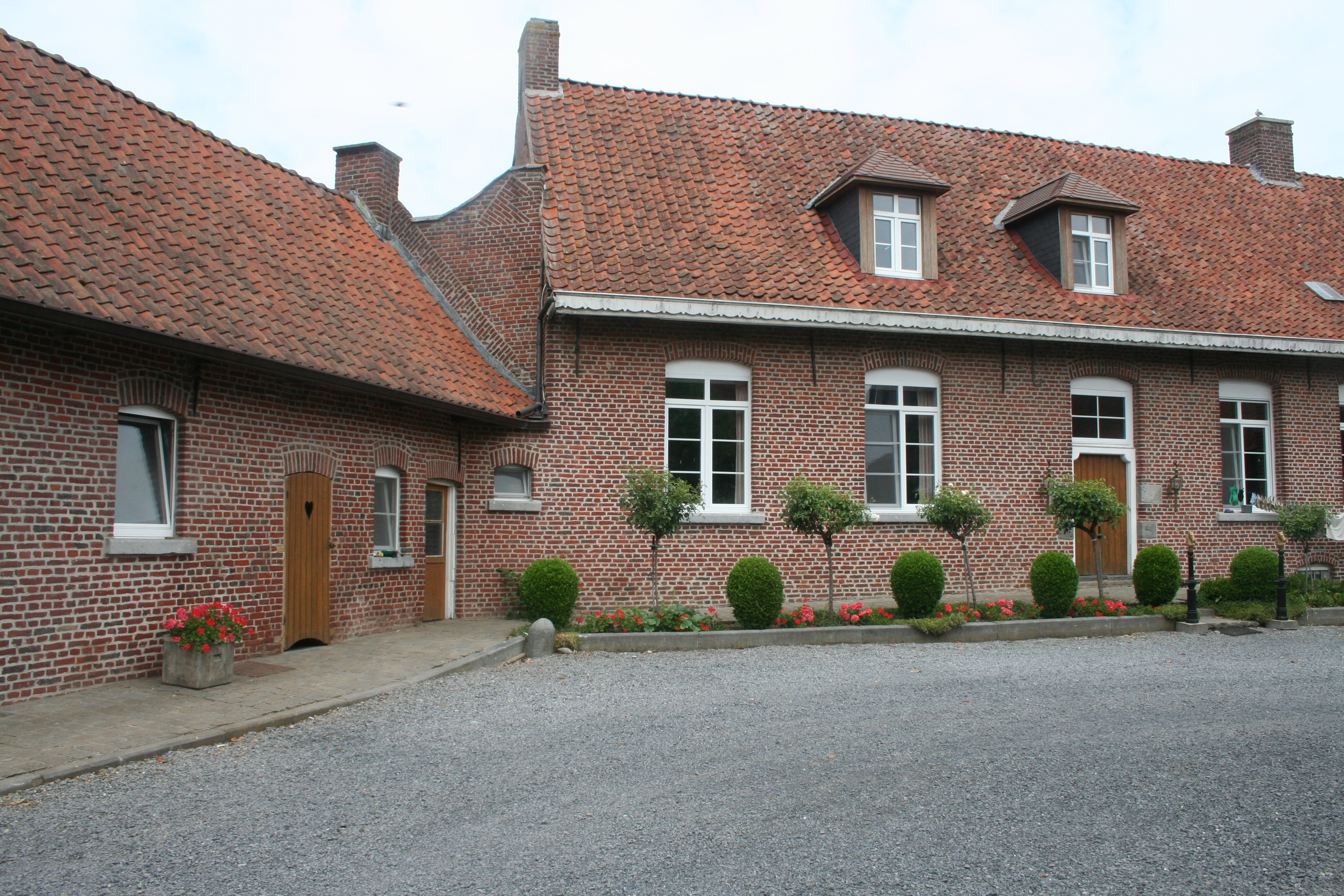
Woonhuis en zijvleugel.
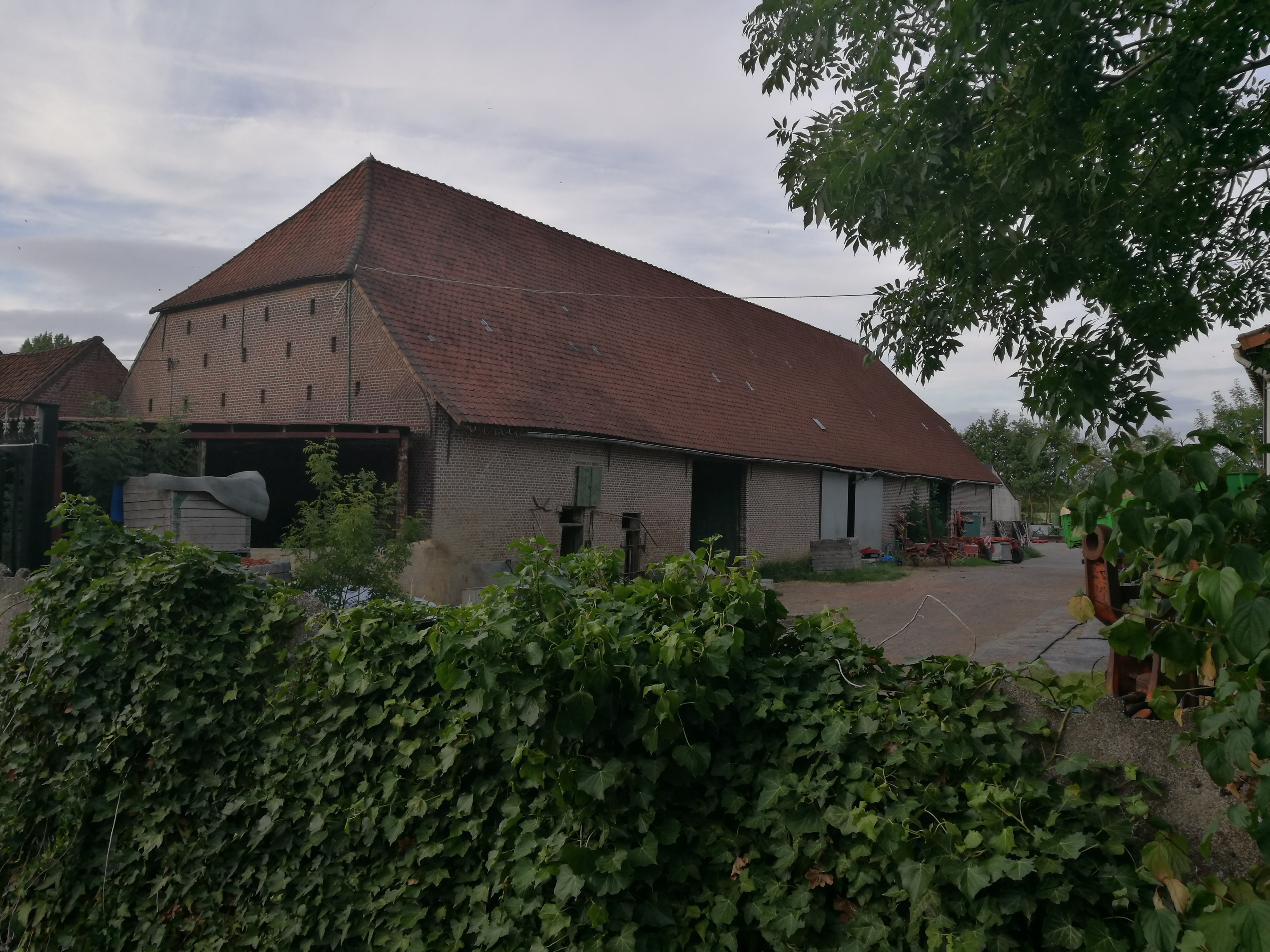
Schuur met driehallenstructuur uit 1835.